# Campylopus nanophyllus
Campylopus nanophyllus är en bladmossart som beskrevs av C. Müller och Brotherus 1897. Campylopus nanophyllus ingår i släktet nervmossor, och familjen Dicranaceae. Inga underarter finns listade i Catalogue of Life.